# Thoron rex
Thoron rex är en stekelart som beskrevs av Johnson och Lubomir Masner 2004. Thoron rex ingår i släktet Thoron och familjen Scelionidae. Inga underarter finns listade i Catalogue of Life.